# Connie Kay

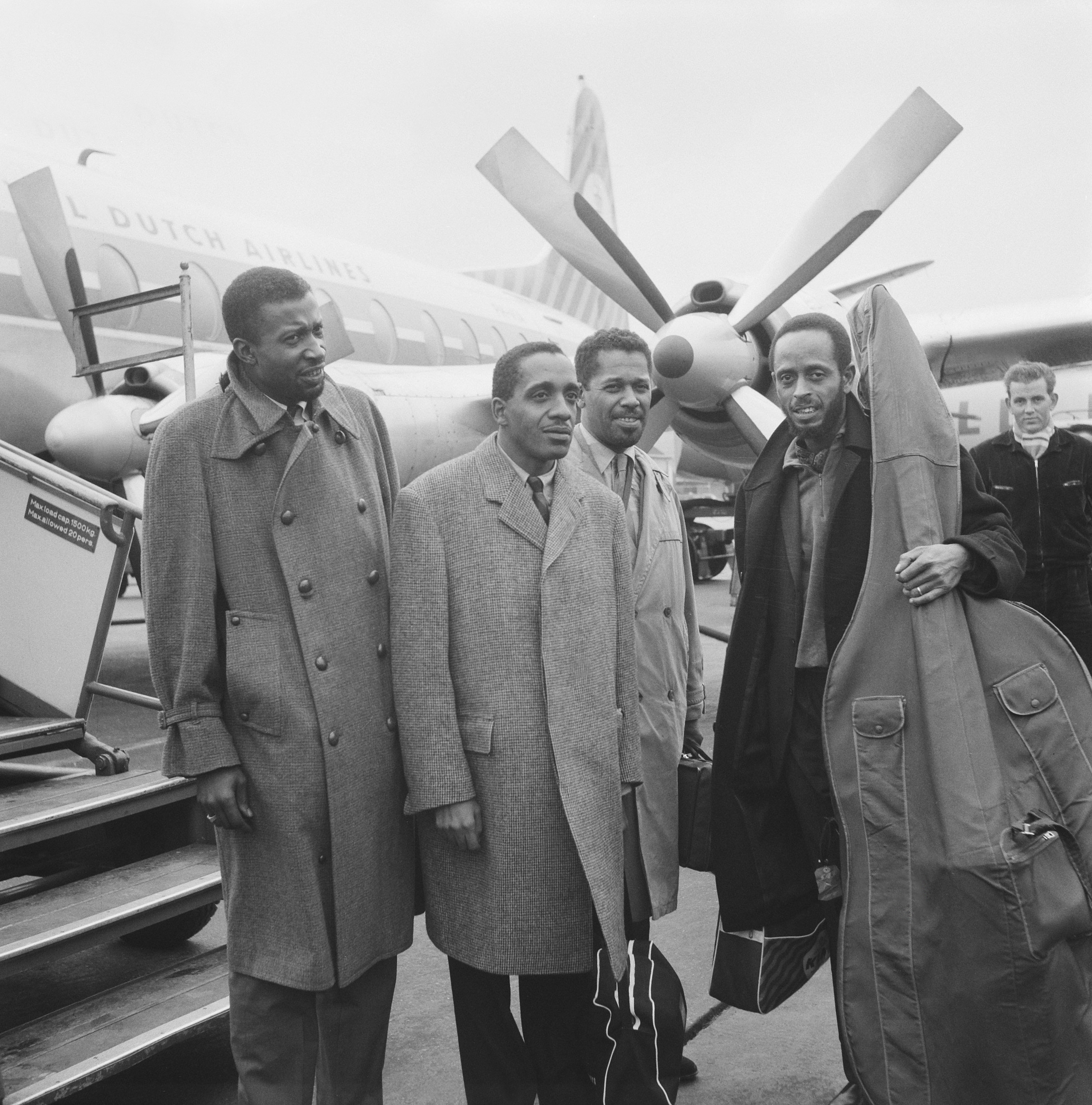
Connie Kay & Modern Jazz Quartet (1961)

Connie Kay, född Conrad Henry Kirnon den 27 april 1927, död 30 november 1994, var en amerikansk jazztrummis.  
Kay var medlem i Modern Jazz Quartet från 1955 (och ersatte den ursprungliga trummisen Kenny Clarke) fram till gruppens upplösning 1974. Han var självlärd, och spelade före sitt engagemang i MJQ i Lester Youngs kvintett från 1949 till 1955, och även med Stan Getz, Coleman Hawkins, Charlie Parker, Miles Davis och andra. Han spelade även trummor på Van Morrisons album Astral Weeks och Tupelo Honey.